# Silvio Meißner
Silvio Meißner (Halle, 19 gennaio 1973) è un ex calciatore tedesco, di ruolo centrocampista.

## Palmarès

### Club

#### Competizioni nazionali
- Campionato tedesco di seconda divisione: 1

Arminia Bielefeld: 1998-1999

#### Competizioni internazionali
- Coppa Intertoto UEFA: 2

Stoccarda: 2000, 2002